# 백록원 (드라마)
《백록원》(중국어: 白鹿原, 병음: Bái lù yuán 바이루위안[*])은 2017년 방송 되었던 중국의 드라마이다.

## 소개
- 청나라 말기부터 1970년대까지를 배경으로 백록촌이란 마을에 사는 두 집안의 3대에 걸친 이야기를 그린 드라마

## 등장 인물
- 장자이 - 백가헌 역
- 허빙 (何冰) - 자림 역
- 친하이루 - 선초 역
- 류페이치 - 주선생 역
- 이홍도 (李洪涛) - 녹삼 역
- 레이자인 - 녹조봉 역
- 자이톈린 - 백효문 역
- 리친 - 전소아 역
- 희타 (姬他) - 흑와 역
- 덩룬 - 녹조해 역
- 왕효 (王骁) - 백효무 역
- 쑨이 - 백령 역